# ジャワ継承戦争
ジャワ継承戦争（ジャワけいしょうせんそう）は、1703年から1755年にかけてジャワ島中部においてオランダ東インド会社とマタラム王国との間で発生した3度の軍事衝突である。マタラム王国で王位継承危機が起こると、ジャワ中部と東部への影響力を強めるためにオランダ東インド会社が独自の候補者を擁立し、継承戦争が終わるとオランダ東インド会社の分割統治政策により、マタラム王国は独立とは名ばかりの弱体化した複数の王侯領に分立することになった。

## 概説
トゥルノジョヨの乱がジャワ継承戦争の原因となった。反乱中の1677年にアマンクラト1世が崩御すると、息子のラマト（アマンクラト2世）とパンゲラン・プジャーとの間に継承争いが起こり、プジャーが1681年に降伏し兄を正統なスルタンと認めた。しかし、アマンクラト2世が1703年に崩御すると、息子のアマンクラト3世が即位したが、プジャーが異議を唱え第1次ジャワ継承戦争が勃発した。
ジャワ継承戦争では3度の軍事衝突が発生した。
- 第1次ジャワ継承戦争（英語版） (1703–1708)[1][2]
- 第2次ジャワ継承戦争（英語版） (1719–1722)
- 第3次ジャワ継承戦争（英語版） (1749–1755)

ジャワにおける分割統治政策により、1812年にジョクジャカルタが分割され、4つの王侯領になった。

## インドネシアのナショナリズム
ジャワ側の最も著名な指導者（ウントゥン・スラパティ、ハメンクブウォノ1世）は、1945年に宣言されたインドネシア共和国の独立戦争に先立って、インドネシアの国民的英雄になった。

## 文学
- Ooi Keat Gin, South-East Asia. A historical encyclopedia from Angkor Wat to East Timor, Santa Barbara: ABC CLIO
- Busken Huet, Het land van Rembrandt. Studieën over de Noordnederlandse beschaving in de zeventiende eeuw, Haarlem: Tjeenk Willink 1882
- Blok, P.J., Geschiedenis van Nederlandsche Volk, volume III, book X, Leiden 1923